# Bologna Guglielmo Marconi repülőtér
A Bologna Guglielmo Marconi repülőtér (olaszul Aeroporto di Bologna-Guglielmo Marconi vagy Aeroporto di Bologna-Borgo Panigale) (IATA: BLQ, ICAO: LIPE) Bologna nemzetközi repülőtere, Emilia-Romagna fő repülőtere. A város központjától körülbelül 6 km-re északnyugatra fekszik. 2016-ban 7 680 992 utas használta (25%-uk belföldi, 75%-uk nemzetközi járatokon), ezzel Olaszország hetedik legnagyobb forgalmú repülőterének számít. Nevét Bologna híres szülöttéről, Guglielmo Marconi Nobel-díjas fizikusról és feltalálóról kapta.

## Megközelítése

### Busszal és vonattal
A repülőtér kb. 6 km-re fekszik a Bologna Centrale pályaudvartól, Olaszország egyik legfontosabb vasútállomásától. A repülőtér 20 perc alatt érhető el innen az Aerobus – BLQ reptéri busszal. A jelenleg épülő Marconi Express egysínű vasúttal 2019-től 7 perc alatt lesz elérhető a repülőtér a pályaudvarról. A repülőtér elérhető az S3 helyiérdekű vasút Calderara-Bargellino állomásáról is.
A repülőtérről naponta indul busz Ferrara, Firenze, Modena, Cervia és Ravenna városokba, valamint hetente háromszor Ascoli Picenóba.

### Autóval
Földrajzi elhelyezkedésének köszönhetően a bolognai autópálya-csomópont az egyik legfontosabb az országban. A repülőtér több irányból is könnyen megközelíthető:
- A1 (Milánó felől), Bologna Borgo Panigale kijáratnál.
- A13 (Padova felől), Bologna Arcoveggio kijáratnál.
- A14 (Ancona felől), Bologna San Lazzaro kijáratnál.
- Bologna-körgyűrű: mindkét irányból a 4-es kijáratnál.

A repülőtéren 5100 autó elhelyezésére alkalmas parkoló található, a parkolás díja az időtartamtól, valamint a parkolóhelynek a repülőtértől való távolságától függ. Parkolóinas-szolgáltatás és elektromos töltőállomás is elérhető.
A terminál földszintjén számos autókölcsönző megtalálható.

## Légitársaságok és úti célok

### Utasszállítók
| Légitársaság                                   | Célállomások |
| ---------------------------------------------- | --- |
| Aegean Airlines                                | szezonális: Athén (2018. június 5-től) szezonális charter: Heraklion, Rodosz |
| Aer Lingus                                     | szezonális: Dublin |
| Aeroflot                                       | Moszkva-Seremetyjevo |
| Air Arabia Maroc                               | Casablanca |
| Air Dolomiti                                   | München |
| Air France                                     | Párizs-Charles de Gaulle repülőtér |
| Air Moldova                                    | Chișinău |
| AlbaStar                                       | szezonális charter: Karpathosz, Ibiza, Rodosz |
| Arkia                                          | szezonális: Tel Aviv–Ben Gurion |
| Austrian Airlines                              | Bécs |
| Blue Air                                       | Bacău, Bukarest |
| Blu-express üzemeltető: Blue Panorama Airlines | Tirana szezonális: Kefalónia, Kósz, Lampedusa, Mükonosz, Preveza, Rodosz, Szantoríni, Szkiathosz, Zakynthosz, Sarm es-Sejk |
| British Airways                                | London-Heathrow |
| Brussels Airlines                              | Brüsszel |
| Czech Airlines                                 | Prága |
| DART Ukrainian Airlines                        | Kijev-Zsuljani |
| EasyJet                                        | London-Gatwick |
| Emirates                                       | Dubai–nemzetközi |
| Ernest Airlines                                | Tirana |
| Eurowings                                      | Düsseldorf Köln-Bonn szezonális: Hamburg |
| Georgian Airways                               | Tbiliszi (2018. március 25-től) |
| Germanwings                                    | Köln-Bonn |
| HOP!                                           | Lyon |
| Iberia üzemeltető: Air Nostrum                 | Madrid |
| ITA Airways                                    | Róma-Fiumicino |
| Jetairfly                                      | Casablanca, Marrakes |
| KLM üzemeltető: KLM Cityhopper                 | Amszterdam |
| Lufthansa                                      | Frankfurt |
| Meridiana                                      | Cagliari, Olbia szezonális: Szantoríni szezonális charter: Marsza Alam |
| Meridiana üzemeltető: Air Italy                | Cagliari, Olbia, szezonális: Palma de Mallorca nemzetközi repülőtér, Menorca |
| Mistral Air                                    | Charter: Mostar, Lampedusa, Fuerteventura, Marsza Matrúh |
| Neos                                           | Boa Vista, Fuerteventura, Gran Canaria, Sal, Tenerife–Sur, Róma-Fiumicino, Zanzibár szezonális: Ibiza, Kósz, Menorca, Mükonosz, Zanzibár, Djerba, Heraklion szezonális charter: Cancún, Dubai–Al Maktúm, Lampedusa, Marsza Alam, Marsza Matrúh, Mombasa, Monastir |
| Nouvelair                                      | szezonális charter: Djerba, Monastir, Tabarka |
| Pegasus Airlines                               | Isztambul–Sabiha Gökçen |
| Primera Air                                    | szezonális charter: Aalborg, Reykjavík-Keflavík |
| Royal Air Maroc                                | Casablanca |
| Ryanair                                        | Alghero, Athén, Barcelona, Bari, Berlin–Schönefeld, Bordeaux, Brindisi, Brüsszel-Charleroi, Bukarest, Cagliari, Catania, Edinburgh, Eindhoven, Gran Canaria, Koppenhága, Köln/Bonn, Krakkó, Lamezia Terme, Lanzarote, Lisszabon, London-Stansted, Madrid, Málta, Nápoly, Palermo, Párizs-Beauvais, Pozsony, Prága, Sevilla, Tenerife–Dél, Trapani, Valencia, Vigo, Varsó-Modlin, Weeze, Wrocław szezonális: Alicante, Bordeaux, Bristol, Chania, Dublin, Ibiza, Málaga, Manchester, Palma de Mallorca, Porto, Rodosz, Thesszaloniki |
| Scandinavian Airlines                          | Koppenhága szezonális: Stockholm-Arlanda |
| TAP Portugal                                   | Lisszabon |
| TAROM                                          | Iași |
| Transavia                                      | Eindhoven |
| TUI fly Belgium                                | Marrakes szezonális: Casablanca |
| Tunisair                                       | Tunisz szezonális charter: Djerba |
| Turkish Airlines                               | Isztambul–Atatürk |
| Ukraine International Airlines                 | Lviv |
| Vueling                                        | Barcelona, Ibiza (szezonális) |
| Wizz Air                                       | Bukarest, Budapest, Chișinău, Kolozsvár, Craiova, Iași, Katowice, Szófia, Suceava, Temesvár |

### Charterjáratok
- Air Cairo (Luxor, Sarm es-Sejk)
- Air Horizont (Pantelleria)
- Aegean Airlines (Heraklion, Rodosz)
- Atlantic Airways (Aalborg)
- Atlasjet (Isztambul)
- Avion Express (Malaga, Palma di Maiorca)
- BH Air (Burgasz)
- Malmö Aviation (Malmö, Stoccarda)
- Mistral Air (Lampedusa, Pantelleria, Lourdes)
- Neos (Heraklion, Marsa Alam, Marsza Matrúh, Tel Aviv, Dubai, Mombasa, Zanzibár)
- Nouvelair (Djerba, Monastir)
- Vueling (Ibiza, Mahón)

### Teherszállítók
- TNT Airways
- DHL
- Star air (Maersk)

## Statisztikai adatok
| Év   | Utasok száma | Változás % | Gépmozgás | Változás % | Rakomány (tonna) | Változás % |
| ---- | ------------ | ---------- | --------- | ---------- | ---------------- | ---------- |
| 2000 | 3 524 789    | 6,1%       | 61 909    | 2,0%       | 25 034           | 2,3%       |
| 2001 | 3 440 051    | −2,2%      | 56 746    | −0,8%      | 26 197           | 4,7%       |
| 2002 | 3 414 475    | −0,7%      | 54 956    | −3,2%      | 24 959           | −4,7%      |
| 2003 | 3 562 010    | 4,3%       | 56 738    | 3,2%       | 28 211           | 13,0%      |
| 2004 | 2 908 271    | −18,4%     | 44 804    | −21,0%     | 21 106           | −25,2%     |
| 2005 | 3 690 953    | 26,9%      | 54 157    | 20,9%      | 25 469           | 20,7%      |
| 2006 | 4 001 436    | 8,4%       | 63 585    | 17,4%      | 32 465           | 27,5%      |
| 2007 | 4 361 951    | 9,0%       | 66 698    | 4,9%       | 18 700           | −42,4%     |
| 2008 | 4 225 446    | −3,1%      | 62 042    | −7,0%      | 26 497           | 41,7%      |
| 2009 | 4 782 284    | 13,2%      | 64 925    | 4,7%       | 27 329           | 3,1%       |
| 2010 | 5 511 669    | 15,3%      | 70 269    | 8,2%       | 37 800           | 38,3%      |
| 2011 | 5 885 884    | 6,8%       | 69 153    | −1,6%      | 43 788           | 15,8%      |
| 2012 | 5 958 648    | 1,2%       | 67 529    | −2,4%      | 40 645           | −7,2%      |
| 2013 | 6 193 783    | 4,0%       | 65 392    | −3,2%      | 44 150           | 8,6%       |
| 2014 | 6 580 481    | 6,24%      | 65 058    | −0,51%     | 41 789           | −5,35%     |
| 2015 | 6 889 742    | 4,7%       | 64 571    | −0,7%      | 40 999           | −1,9%      |
| 2016 | 7 680 992    | 11,5%      | 69 697    | 7,9%       | 47 709           | 16,4%      |

| Helyezés | Úti cél        | Utasok száma |
| -------- | -------------- | ------------ |
| 1        | Catania        | 163 703      |
| 2        | Palermo        | 136 513      |
| 3        | Róma-Fiumicino | 126 537      |
| 4        | Bari           | 94 211       |
| 5        | Brindisi       | 86 601       |
| 6        | Lamezia Terme  | 83 732       |
| 7        | Cagliari       | 82 226       |
| 8        | Trapani        | 75 453       |
| 9        | Alghero        | 57 916       |

| Helyezés | Úti cél                   | Utasok száma |
| -------- | ------------------------- | ------------ |
| 1        | Madrid                    | 282 899      |
| 2        | Frankfurt am Main         | 276 732      |
| 3        | Párizs– Charles De Gaulle | 275 612      |
| 4        | Barcelona                 | 275 248      |
| 5        | London-Heathrow           | 248 513      |
| 6        | London-Stansted           | 215 054      |
| 7        | Bukarest                  | 205 150      |
| 8        | München                   | 173 269      |
| 9        | Valencia                  | 140 947      |
| 10       | Koppenhága                | 129 770      |

## Forgalom
Az utasforgalom az elmúlt években az alábbi módon változott:
| Utasok száma | 568 304 | 914 622 | 1 499 194 | 2 218 129 | 3 524 789 | 3 690 953 | 4 782 284 | 6 193 783 | 8 506 658 | 8 485 290 |
|              | 1983    | 1987    | 1992      | 1996      | 2000      | 2005      | 2009      | 2013      | 2018      | 2022      |